# Three Hours

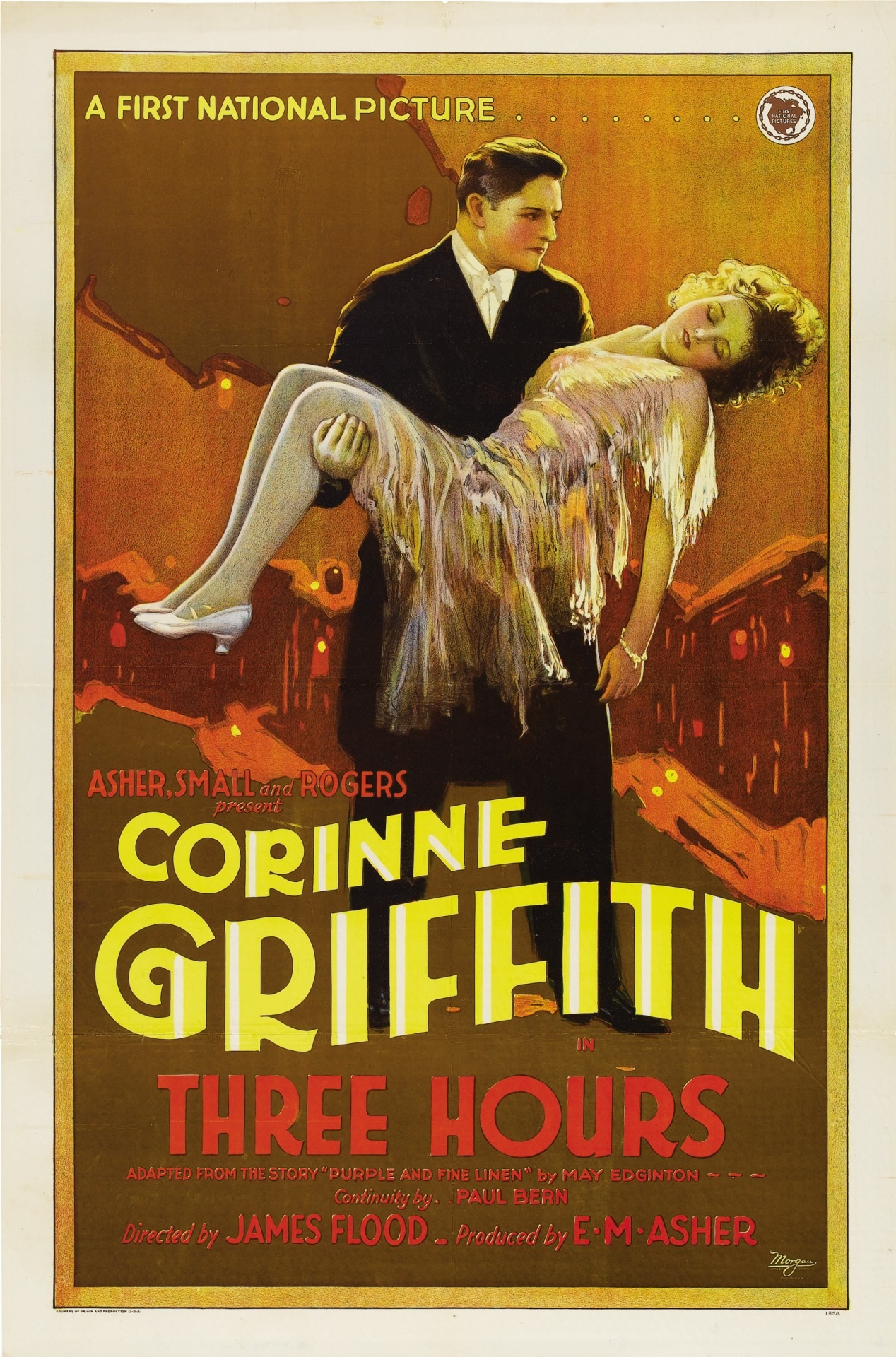
Affiche du film

Three hours est un film américain réalisé par James Flood et sorti en 1927.

## Synopsis
Une femme, Madeline Durkin, a perdu toute sa fortune ainsi que sa jeune fille. Profitant de la gentillesse d'un inconnu, elle est appréhendée pour vol mais demande un sursis de trois heures pour avoir le temps de voir son enfant mourant.

## Fiche technique
- Réalisation : James Flood
- Scénario : Paul Bern d'après un roman de May Edginton
- Producteur : 	E.M. Asher, Corinne Griffith
- Photographie : Harry Jackson
- Genre : Mélodrame[1]
- Production : First National Pictures
- Durée : 6 bobines[2]
- Date de sortie : 5 mars 1927

## Distribution
- Corinne Griffith : Madeline Durkin
- John Bowers : James Finlay
- Hobart Bosworth : Jonathan Durkin
- Paul Ellis : Gilbert Wainwright
- Anne Schaefer : Governess
- Mary Louise Miller : Baby Durkin